# Arabis subflava
Arabis subflava là một loài thực vật có hoa trong họ Cải. Loài này được B.M.G.Jones mô tả khoa học đầu tiên năm 1964.